# Калинино (Петушинский район)
Кали́нино — деревня в Петушинском районе Владимирской области России, входит в состав Пекшинского сельского поселения.

## География
Деревня расположена на берегу речки Пекша в 26 км на северо-запад от центра поселения деревни Пекша и в 27 км на северо-восток от райцентра города Петушки.

## История
По писцовым книгам 1637 года сельцо Калинино значилось за стольником Д. Ф. Кузьминым, по переписным книгам 1678 года за Афанасием Андреевичем Кузьминым, в нем было 6 дворов крестьянских и 1 двор задворного человека.
По данным на 1860 год сельцо принадлежало графине Елизавете Андреевне Апраксиной. 
В конце XIX — начале XX века деревня входила в состав Короваевской волости Покровского уезда. В 1859 году в деревне числилось 31 дворов, в 1905 году — 42 двора.
С 1929 года деревня входила в состав Караваевского сельсовета Петушинского района, с 1979 года — в составе Анкудиновского сельсовета, 2005 года — в составе Пекшинского сельского поселения.

## Население
| 1859 | 1905 | 1926 | 2002 | 2010 | 2021 |
| ---- | ---- | ---- | ---- | ---- | ---- |
| 193  | ↗270 | ↘241 | ↘2   | ↗6   | ↘0   |